# Дегунино (Тверская область)
Дегунино (Дягунино) — деревня в Старицком районе Тверской области. Относится к Ново-Ямскому сельскому поселению. До 2006 года входила в состав Роднинского сельского округа.
Находится в 11 км от села Родня, в 31 км от города Старицы, расположена в овраге на правом берегу р. Волга.
В 1997 году — 4 хозяйства, 8 жителей.

## История
Название села впервые упоминается в летописях XVI в., когда боярин Волконский «переправился через Волгу в селе Дегунине в 1536 году», и в меновой грамоте Старицкого князя Владимира Андреевича с царём Иваном Грозным в 1566 г. В XVI и XVII столетиях Дягунино (Дегунино) — дворцовое село, принадлежало помещикам Наумовым. В Дальнейшем селом владели помещики: Носовичи, Новогородские, Извековы и Ельчаниновы.
В 1859 г. Дягунино — владельческое село Зубцовского уезда Тверской губернии. В селе — 47 дворов, проживали 373 человека (176 мужчины и 197 женщин), православная церковь, 2 ярмарки.
В 1887 г. в Дегунино была открыта школа грамотности, в которой обучались 12 учеников (8 мальчиков и 4 девочки). Учителем работал фельдшер из Обуховской больницы.
В 1888 г. село Дегунино одноимённого прихода Роднинской волости Зубцовского уезда — 60 дворов, 363 жителя (184 мужчины и 179 женщин). В селе было 9 колодцев и 7 прудов. Рядом с селением были пустоши Почернев, Рябцево и Трезубково. Рядом с селением рос берёзовый и ольховый лес. Весной р. Волга разливалась до крестьянских домов.
Само селение делилось на три посада. В первом посаде жили крестьяне — бывшие владельческие помещика Новосёлова. всего 95 ревизских душ; во втором — бывшие владельческие помещика Ельчанинова, всего 26 ревизских душ и в третьем — вольные хлебопашцы вотчины Семичева, всего 19 ревизских душ, они были выпущены на волю в 1827 г.
Первая и вторая части с. Дегунина располагались в овраге по берегу р. Волги. Вся крестьянская надельная земля находилась в трёх полях, которые были гористые и с оврагами. Проезд на них был неудобным. Пахали сохами, у всех домохозяев были железные бороны. Обществу принадлежали 3 железных плуга. Последний передел земли был проведён в 1880 г. Между полями рос кустарник, который делили и рубили ежегодно по душам. Скот гоняли по своим и арендованным полям, нанимали пастуха с подпаском из своего общества за 112 руб.
Третья часть с. Дегунина располагалось по берегу р. Волга. Проезд на поля из-за оврагов был неудобным. Пахали сохами и 6 железными плугами. Покосы были среди полей. Рядом рос смешанный лес, который делили ежегодно по душам. Скот пасли по полям и кустарникам. Также арендовали в сельце Дегунино 10 десятин под покос и пастбище, платили отработкой: 2 дня жали рожь, 2 дня косили покос и на 2 десятины вывозили навоз. Нанимали 2 пастухов из общества за 70 руб. Сдавали дом под мелочную лавку за 18 руб. в год.
В селении у 3-х крестьянских семей были ульи, соответственно 4, 18 и 18. Лавка принадлежала крестьянину Филиппу Степанову, которая ежегодно давала доходу до 100 руб. Крестьянин Пётр Устинов занимался на лодке перевозом, за перевоз брал 1 коп., с лошади 10 коп., т.о. зарабатывал за год до 30 руб. Также многие крестьяне делали плоты, которые продавались за 15 руб. за плот. В селении было 4 мелочных лавки.
Для отопления избы и овина использовали свои дрова. «Всем обществом нанимали крестьянина из деревни Лешково Егора Степанова для обучения детей, которому платили по 25 коп. в месяц с каждого ученика. Также нанимали для него квартиру за 4 руб. на зиму».
В 1889 г. в деревне была открыта сельская двухклассная церковно-приходская школа со обучения 5 лет. В школе обучались 159 учеников (89 мальчиков и 70 девочек). В 1936 г. в Дегунинской сельской начальной школе обучались 108 учеников. В школе работали 3 учителя.
В марте 1930 г. в с. Дегунино на сельском сходе был создан колхоз «Ржевский печатник».
По всесоюзной переписи 1936 г. в д. Дегунино проживали 345 человек, в колхозе «Ржевский печатник» было 76 крестьянских хозяйств.
В 1939 г. в деревне проживали 279 человека. В селении было 79 жилые постройки. В селении работал сепараторный пункт.
Денежный доход колхоза «Волга» в 1940 г. составил 6443 руб.
Перед Великой Отечественной войной в колхозе «Волга» было сельскохозяйственных построек: 1 скотный двор, 2 свинарника, 1 овощехранилище, 45 зернохранилищ, 42 сарая 5 овинов, 10 риг; 2 навеса, 1 каменное здание, куб, детские ясли. Сельскохозяйственного инвентаря и машин было: 3 сенокосилки, 2 конных грабель, 2 жнейки, 2 двусложные молотилки, 1 сортировка, 1 соломорезка, 1 сепаратор. Поголовья скота и птицы: 2 быка, 12 коров, 15 телят, 1 хряк, 11 свиней, 5 поросят, 2 барана, 23 овцы, 26 ягнят, 3 жеребца, 21 мерен и кобыла, 7 жеребят, 60 птиц. Имелось также 18 ульев. Семенных и фуражных фондов было: 473 ц. ржи, 120 ц. пшеницы, 160 ц. овса, 45 ц. гречихи, 140 ц. клевера, 206 ц. картофеля.
Ущерб нанесённый колхозу немецко-фашистскими захватчиками с 17 октября 1941 г. по 2 января 1942 г., составил: разрушено и повреждено построек, сооружений на 36874 руб.; разграблено и уничтожено сельскохозяйственного инвентаря на 10200 руб.; погибло скота, птицы на 173400 руб.; запасов семян, кормов, продуктов и материалов на 180210 руб.; расходы на эвакуацию и возвращению на старое место составили 3306 руб.; недополучено доходов из-за прекращения или сокращения деятельности колхоза на 11260 руб. Общие убытки составили 1450911 руб.
В 1950 г. селение Дегунино входило в состав Лешковского сельского совета, в деревне проживал 167 человек, было 61 хозяйство. В этом же году произошло объединение колхозов «Общий труд» д. Баканово, «Волга» и «Пробуждение» (д. Лешково) в колхоз «Волга» с хозяйственным центром при д. Баканово. 1 июля на общем собрании членов колхоза был принят устав сельскохозяйственной артели.
В 1970 г. в деревне проживали 59 человек, было 25 хозяйств.
В 1989 г. селение Дегунино по-прежнему входило в состав Роднинского сельского совета, в деревне было 4 хозяйства, проживали 8 человек.
На 1 января 2005 г. в д. Дегунино: 5 хозяйств, 7 жителей.
На 1 января 2012 г. в д. Дегунино: 2 хозяйства, 7 жителей (из них 3-е детей).

## Население
| 1859 | 2002 | 2008 | 2010 |
| ---- | ---- | ---- | ---- |
| 373  | ↘7   | ↗9   | ↗15  |

## Архитектура, достопримечательности
При въезде в д. Дегунино стоит каменная церковь. построенная в 1819 г. на средства прихожан. Храм имеет главный престол во имя Покрова Пресвятой Богородицы и два придела: правый — во имя Николая Чудотворца и левый — во имя Рождества Христова. В 1913 г. к храму была пристроена каменная колокольня.
В 300 м от деревни на правом берегу р. Волги, на высоком месте, расположены несколько курганов, поросших соснами. Местность эта до сих пор носит название «Божий дом». Курганы были исследованы в конце XIX в. А. Е. Римским-Корсаковым и профессором Шляпкиным, который обнаружил крест из бело-серого камня. Исследователи полагают, что крест был поставлен в XVI в. в честь победы русского оружия над татарами.

## Известные люди
Дегунино — родина заслуженного учителя РФ, «Отличника народного просвещения» Петра Ивановича Бурцева (1948). В 1977 г. окончил заочно Калининский университет. В 1970—1980 работал учителем немецкого языка и физкультуры Заволжской школы; в 1980—1984 гг. — освобождённый секретарь партийной организации колхоза имени А. А. Жданова; в 1984—1987 гг. — директор Старицкой средней школы. С 1987 г. и по настоящее время — директор Ново-Ямской средней школы. В 1998—1999 учебном году школа стала лауреатом Всероссийского конкурса «Школа года».
В Дегунино имел дом (улица Покровская, дом 8) русский художник Илларион Владимирович Голицын (1928—2007) — народный художник России, действительный член Российской академии художеств (Академик), лауреат Государственной премии. На ранних этапах своей работы он занимался дизайном корабельных интерьеров, работал печатником в офортной студии, иллюстрировал журнал «Вокруг света». В дальнейшем отошёл от работы в технике гравюры и обратился к акварели, живописи и скульптуре.
В Дегунино имеет дом архитектор Геральд Алексеевич Сыромятников (род. 1935) — советский и российский архитектор, член Союза архитекторов России с 1960 года и Профессионального союза художников, главный архитектор города Снежинска в 1960—1968 годах.